# Histoire des Juifs à Genève
 (juin 2021).
La mise en forme du texte ne suit pas les recommandations de Wikipédia : il faut le « wikifier ».
Les points d'amélioration suivants sont les cas les plus fréquents. Le détail des points à revoir est peut-être précisé sur la page de discussion.
- Les titres sont pré-formatés par le logiciel. Ils ne sont ni en capitales, ni en gras.
- Le texte ne doit pas être écrit en capitales (les noms de famille non plus), ni en gras, ni en italique, ni en « petit »…
- Le gras n'est utilisé que pour surligner le titre de l'article dans l'introduction, une seule fois.
- L'italique est rarement utilisé : mots en langue étrangère, titres d'œuvres, noms de bateaux, etc.
- Les citations ne sont pas en italique mais en corps de texte normal. Elles sont entourées par des guillemets français : « et ».
- Les listes à puces sont à éviter, des paragraphes rédigés étant largement préférés. Les tableaux sont à réserver à la présentation de données structurées (résultats, etc.).
- Les appels de note de bas de page (petits chiffres en exposant, introduits par l'outil «  Source ») sont à placer entre la fin de phrase et le point final[comme ça].
- Les liens internes (vers d'autres articles de Wikipédia) sont à choisir avec parcimonie. Créez des liens vers des articles approfondissant le sujet. Les termes génériques sans rapport avec le sujet sont à éviter, ainsi que les répétitions de liens vers un même terme.
- Les liens externes sont à placer uniquement dans une section « Liens externes », à la fin de l'article. Ces liens sont à choisir avec parcimonie suivant les règles définies. Si un lien sert de source à l'article, son insertion dans le texte est à faire par les notes de bas de page.
- La présentation des références doit suivre les conventions bibliographiques. Il est recommandé d'utiliser les modèles {{Ouvrage}}, {{Chapitre}}, {{Article}}, {{Lien web}} et/ou {{Bibliographie}}. Le mode d'édition visuel peut mettre en forme automatiquement les références.
- Insérer une infobox (cadre d'informations à droite) n'est pas obligatoire pour parachever la mise en page.

Pour une aide détaillée, merci de consulter Aide:Wikification.
Si vous pensez que ces points ont été résolus, vous pouvez retirer ce bandeau et améliorer la mise en forme d'un autre article.
L'histoire des Juifs à Genève remonte au Moyen Âge, la présence d'une petite communauté juive y étant attestée au XIIe siècle. Dans les années 1420, les Juifs sont obligés d'y vivre dans un zone urbaine circonscrite, le cancel : Genève est ainsi la seule partie du territoire devenu suisse à l'époque contemporaine à avoir connu un ghetto. Puis, à la fin du XVe siècle, les Juifs sont expulsés de Genève.
Dès 1787, de nombreux Juifs sont autorisés à s'installer à Carouge, alors possession du royaume de Sardaigne. Mais ce n'est qu'au cours de la première moitié du XIXe siècle, après l'entrée de Genève dans la confédération suisse, qu'ils obtiennent la liberté d'établissement dans l'ensemble du canton de Genève.
Au début du XXIe siècle, Genève est avec Bâle et Zurich, l'une des villes suisses où le judaïsme est le plus représenté.

## Moyen Âge
Vers la fin du XIIe siècle, des Juifs immigrant de la Savoie et de la vallée du Rhin s’installent à Genève. Une preuve de leur présence est la synagogue, qui existe déjà en 1300, comme celle de Lausanne.
Ainsi que l'écrit Jean-Daniel Morerod, comme les autres établissements juifs de l'époque en Suisse romande, la communauté juive de Genève est « fille du Gotthard et du Simplon » à cause du considérable développement du commerce par les cols alpins à cette époque ; mais l'expulsion des Juifs du royaume de France ordonnée en 1394 par le roi Charles VI est une autre cause, cette expulsion amenant en effet certaines familles juives de France à s'installer à Genève en 1396.
Les sources de cette époque montrent qu'il y avait 13 familles juives installées dans la ville de Genève vers 1400. Leur cimetière se trouvait à Châtelaine. Dans les années suivantes, autour de 1420, les Juifs sont regroupés dans un quartier clos, appelé le cancel - une sorte de ghetto avant l'heure - installé dans l'actuelle rue des Granges. Ce lieu de confinement est une exception : c'est le seul à exister sur le territoire actuel de la Suisse.
Les Juifs sont expulsés de Genève vers la fin du siècle, après une décision du conseil municipal en 1490, comme cela se passe aussi en Savoie à la même époque et dans la Confédération suisse en 1489. Cette expulsion marque la fin de la première communauté juive de Genève documentée, qui n'aura donc duré qu'un peu plus de deux siècles entre le XIIIe siècle et la fin du XVe siècle.
Par la suite, seuls de rares événements documentent le passage des Juifs dans la région jusqu'au XIXe siècle.

## DuXVIeauXVIIIesiècle
Les Juifs qui veulent se rendre à Venise en passant par Genève sont obligés de payer des droits de transit. Ces droits sont si rarement exigés qu'il faut d'abord les déterminer. Ces preuves du rare passage des Juifs sont présents dans les documents douaniers du XVIe siècle.
Vers la fin du XVIIIe siècle, après avoir été expulsés de villes comme Berne, Fribourg et Neuchâtel, de nombreux Juifs s’installent définitivement à Carouge, aujourd'hui commune politique de Genève. Leur admission répond aux projets du gouvernement sarde d'élever la petite ville de quelques centaines d'habitants au rang de cité et donc rivale de la Genève protestante. Dès 1780, Carouge accepte des Juifs alsaciens et certains originaires d'Angleterre, d'Allemagne, de Hongrie et d'Italie. Seuls certains Juifs sont admis: ils doivent avoir une profession et prouver leur condition économique et leur honnêteté commerciale. Parmi eux, on trouve des marchands de textile et des fabricants comme Joseph Abraham de Londres, qui produit des verres de montre, ou Joseph Vigevano de Livourne, producteur de cire à cacheter.
Pierre-Claude de la Fléchère, comte de Veyrier, obtient en 1775 du roi Victor-Amédée III des privilèges pour favoriser l’essor économique du territoire de Carouge, que la république de Genève avait cédé en 1754 au royaume de Sardaigne et qu'il entend promouvoir : en 1783, les francs-maçons et les protestants obtiennent la liberté de culte ; puis le 27 août 1787, Victor-Amédée III proclame un édit de tolérance, permettant aux Juifs de Carouge de bénéficier de l'application du droit commun et d'une totale liberté de culte, un cas rare dans l'histoire de l'Europe avant la Révolution française. La première synagogue est installée cette même année dans le quartier de la Maladière, au bord de l'Arve. Puis, comme Jean-Daniel Blavignac l'a écrit dans son ouvrage sur l'histoire de Carouge, et comme le rappelle la plaque commémorative inaugurée en 2021, Pierre-Claude de la Fléchère prête sa demeure seigneuriale de Carouge à la communauté juive pour que celle-ci y installe une synagogue et une école ; celles-ci seront en fonction jusqu'en 1859, lorsque la première synagogue de Genève sera inaugurée dans le quartier de Plainpalais. Ainsi, les francs-maçons ont leur loge, les protestants leur temple et les Juifs leur synagogue. Ces derniers disposent aussi d'un cimetière confessionnel, le cimetière juif de Carouge, situé le long de l'actuelle rue des Tireurs-de-Sable, parallèlement à l'Arve ; la tombe la plus ancienne est celle dans laquelle fut inhumé le fils de Joseph Abraham en 1788, mais la première concession date de février 1800 ; le cimetière a été agrandi une première fois en 1852, puis une seconde en 1874.
En 1772, Carouge comptait 36 chefs de famille juifs. En 1798, il y avait 75 juifs vivant à Carouge. Cette même année, Genève est annexée par la France. Les lois françaises de liberté, d'égalité et de fraternité s'appliquent également aux Juifs. Cela change lorsque l'annexion française prend fin en 1814 avec la chute de Napoléon Ier. Carouge rentre alors dans le giron du royaume de Sardaigne jusqu'au Traité de Turin de 1816 qui cède Carouge et quelques autres communes savoyardes à Genève, qui vient d'intégrer la Confédération suisse en tant que nouveau canton.

## XIXesiècle
Dès le début du XIXe siècle, de plus en plus de communautés juives se forment dans la région romande, notamment à Avenches, La Chaux-de-Fonds, Yverdon, Lausanne et Porrentruy.

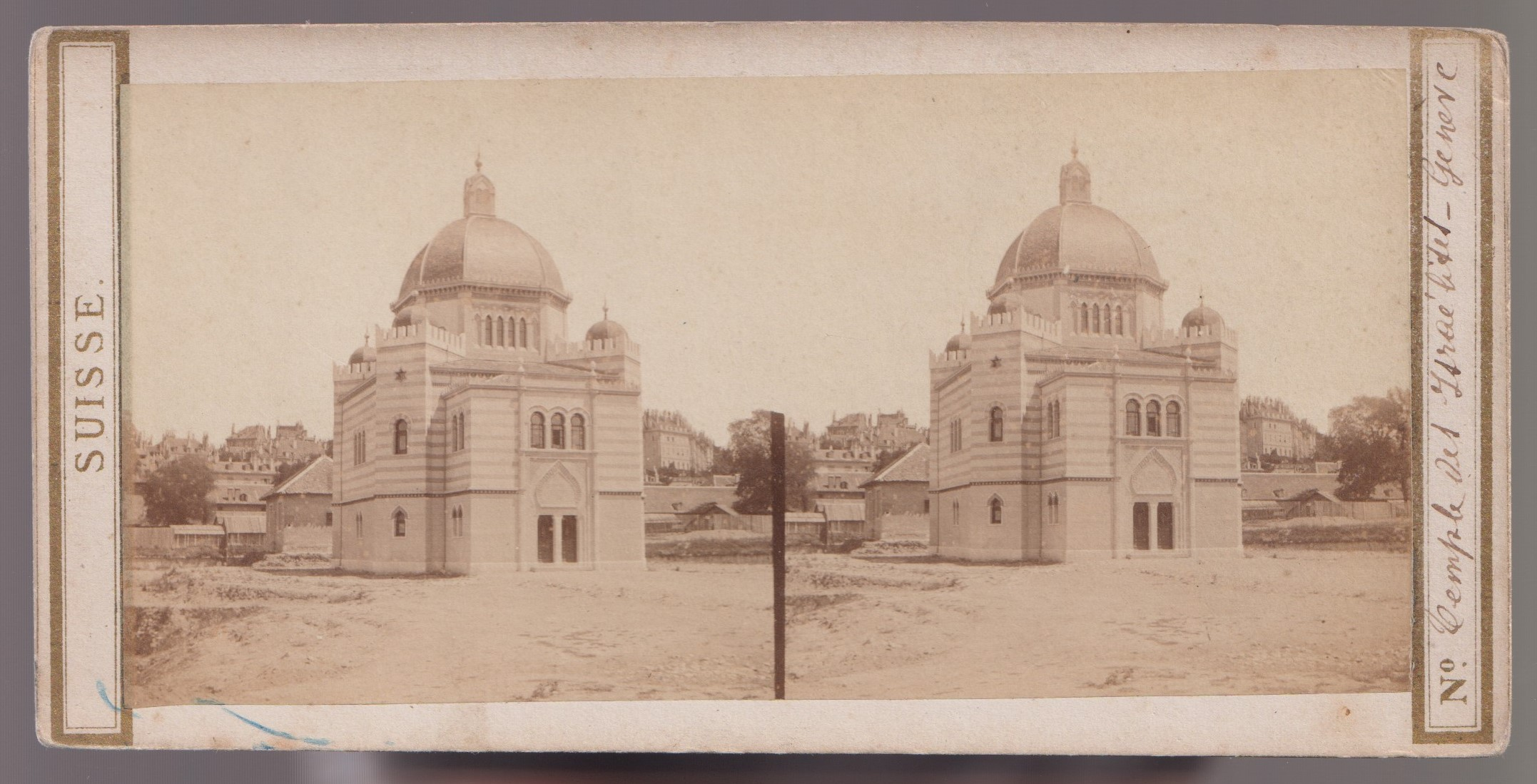
Disque en carton pour stéréoscope avec des photos de la synagogue de Genève, circa. 1860. Dans la collection du musée juif de Suisse.

Vers 1810, la communauté juive de Carouge atteint quelque 89 personnes, ce qui constitue son apogée démographique. En 1841, les Juifs obtiennent la liberté d'établissement dans le canton de Genève. Peu après, en 1852, ils fondent la Communauté Israélite de Genève (CIG). À partir de 1856, il y a de nouveau un cimetière juif et une synagogue à Genève.
Avec la création de l’État fédéral en 1848, le droit fédéral s'impose à Genève. Cependant, la nouvelle Constitution fédérale n'accorde pas aux Juifs la liberté d’établissement sur le territoire de toute la Suisse puisqu'elle prévoit que seuls « les Suisses de l’une des confessions chrétiennes » ont le droit de s’établir librement dans chacun des cantons suisses, ce qui laisse à chaque canton le droit de refuser l’autorisation d’établissement aux Juifs (y compris ceux de nationalité suisse), droit dont la majorité des cantons fait usage. À noter que lors de la conférence de février 1848 sur le projet de Constitution fédérale, les représentants de Genève (comme ceux de Neuchâtel, Vaud et Argovie) avaient été les seuls à voter contre l’introduction de cet article discriminatoire. Lorsque, en 1855, la Suisse et les États-Unis concluent un traité de commerce, dont une disposition exigée par la Suisse prive les Américains juifs du droit de s’établir en Suisse, cela provoque une vague d’indignation aux États-Unis ; les cantons des Grisons, de Zurich et de Saint-Gall abandonnent alors leurs restrictions d’établissement vis-à-vis des Juifs. En 1856, un arrêté fédéral accorde aux Juifs les droits de vote et d'éligibilité aux niveaux cantonal et fédéral (mais pas communal), ainsi que l'égalité sur les plans commercial et juridique. En 1863, à cause d’une telle clause discriminatoire exigée par la Suisse, les Pays-Bas refusent de signer un traité de commerce, puis la France exclut de négocier si la Suisse n’accorde pas le droit d’établissement aux citoyens français juifs ; en 1864, après des débats houleux, l’Assemblée fédérale accepte de renoncer à cette clause dans le traité avec la France. La ratification de ce traité aboutit à l’absurdité juridique et politique que les Juifs français ont le droit d’établissement dans toute la Suisse, mais pas les Juifs suisses. Cela conduit le Conseil fédéral à lancer une révision partielle de la Constitution fédérale supprimant son art. 41 : le 14 janvier 1866, les citoyens suisses acceptent cette modification à 53% des voix. Enfin, en 1874, la révision totale de la Constitution fédérale accorde aux Juifs la liberté de culte.
En mai 1892, la première utilisation du droit d’initiative populaire pour une révision partielle de la Constitution fédérale (droit qui venait d'être introduit en 1891 dans la Constitution fédérale de 1874) a eu pour but d'interdire l’abattage « rituel » (c'est-à-dire l’égorgement des animaux sans étourdissement préalable), et cela notamment pour des motifs antisémites. Cette initiative fut acceptée le 20 août 1893 par 60% des citoyens suisses (contre l'avis du Conseil fédéral et du Parlement) et la viande casher (et halâl) a dû dès lors être importée en Suisse.

## XXesiècle
Avec 55% de la population juive répartie entre Zürich, Bâle et Genève en 1910, le judaïsme suisse est devenu urbain. Au cours des siècles précédents, à part quelques exceptions en Romandie, les Juifs suisses n'avaient eu de droit de résidence (temporaire) que dans les villages du Surbtal, Endingen et Lengnau.
Les années 1920 à 1930 sont marquées par une montée de tendances antisémites à Genève. Pendant la guerre, la ville est devenue populaire auprès des contrebandiers grâce à sa proximité à la frontière, et de nombreux réfugiés juifs sont amenés en Suisse. Cependant, trop souvent, ces réfugiés sont retrouvés et renvoyés, ce qui les condamne à une mort certaine.
Après avoir fui l'Allemagne nazie en automne 1933, Hannah Arendt travaille pendant une courte période à la Société des Nations à Genève. Elle aide à délivrer des visas d'entrée pour les colons juifs et écrit des discours pour l'Agence juive pour la Palestine.
En 1936, le Congrès juif mondial est fondé à Genève. La plate-forme politique est créée pour montrer la solidarité avec les Juifs persécutés en Allemagne nazie, combattre l'antisémitisme en Europe et l'oppression des Juifs en Union soviétique et pour promouvoir la nécessité d'une politique sociale et migratoire juive.
La Suisse étant une zone neutre, Genève accueille en 1939 le vingt-et-unième congrès sioniste mondial, le premier ayant été à Bâle en 1897.
Vers la fin du XIXe siècle, le judaïsme genevois connaît une période de mutation. La première génération de Juifs alsaciens est rejointe par des immigrants ashkénazes fuyant les conditions socio-économiques et politiques précaires de l'Europe de l'Est et de la Russie. Un autre groupe vient de l'Empire ottoman. En 1916, le noyau d'une confrérie séfarade, le "Groupe Fraternel Séfaradi", est formé. Après la Seconde Guerre mondiale, d'autres Juifs séfarades viennent du Moyen-Orient et, après la décolonisation, des pays d'Afrique du Nord.
Après l'incorporation du groupe de Juifs séfarades dans la Communauté Israélite de Genève en 1965, qui comptait 580 familles en 2009, tous les principaux courants religieux sont réunis dans la communauté. Seule la petite congrégation orthodoxe "Mahsike Hadass" (qui a succédé à la congrégation Agudath Achim, fondée en 1918 par des Juifs hongrois) continue d'exister indépendamment. Depuis 1970, la communauté est devenue de plus en plus diverse. Le groupe libéral israélite (Liberale Israelitische Gemeinde Genf- GIL) a été fondé en 1970, et à la fin des années 1980, le mouvement lubavitcher "Beth Chabad". Cette pluralité se caractérise par pas moins de sept synagogues et salles de prière à Genève aujourd'hui. La ville abrite deux jardins d'enfants juifs, deux écoles juives (Girsa et Chabad) et une maison de retraite juive (Les Marronniers).